# Hyacinthella lazulina
Hyacinthella lazulina är en sparrisväxtart som beskrevs av Karin Persson och Jim.Perss. Hyacinthella lazulina ingår i släktet Hyacinthella och familjen sparrisväxter. Inga underarter finns listade i Catalogue of Life.

## Bildgalleri

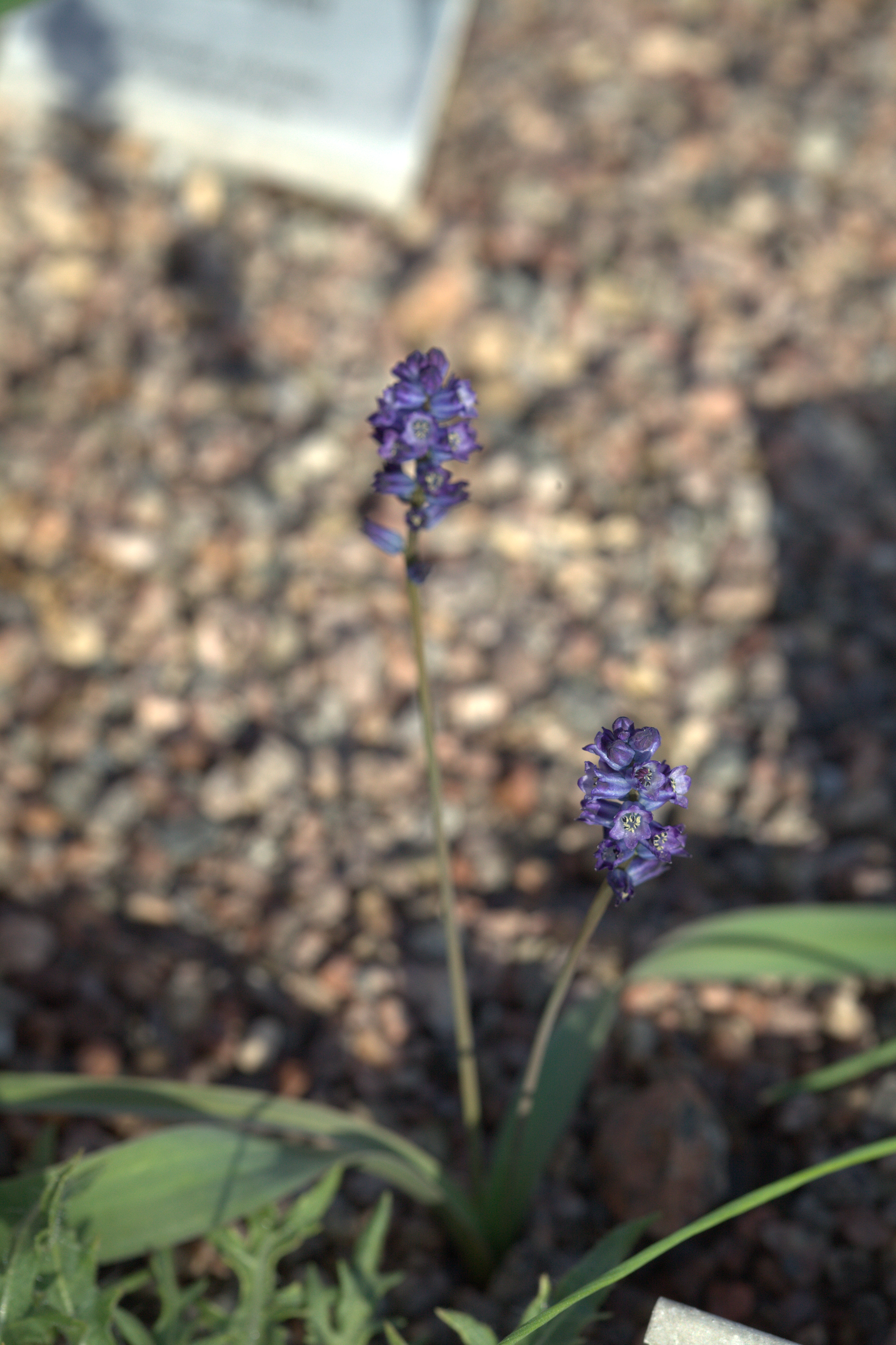